# Bijbelstudie
Een Bijbelstudie is een literair genre dat in traditioneel-christelijke kring zeer gebruikelijk is. Een andere benaming is (Bijbel)meditatie of (Bijbel)overdenking. Gewoonlijk bestaat een Bijbelstudie uit de volgende onderdelen:
- Titel;
- Een geciteerde passage uit de Bijbel (facultatief);
- Te lezen Bijbelgedeelte (meestal de geciteerde passage met de verzen eromheen);
- Uitleg van de passage inclusief toepassing voor het dagelijkse leven (een soort minipreek);
- Geadviseerde gebed- en gesprekspunten (facultatief).

Bijbelstudies verschijnen vaak gebundeld in boekvorm en zijn dan meestal thematisch of per Bijbelboek geordend. Deze verzamelingen heten ook wel "Bijbels dagboek" en tellen in dat geval vaak 365 of 366 Bijbelstudies, voor elke dag van het jaar een.
Traditioneel worden Bijbelstudies na het avondeten (in gezinsverband) voorgelezen. Ook 's ochtends vroeg voor het werk of 's avonds laat voor het slapen komt veel voor. In dat geval vaak in afzondering. Dit wordt ook wel "stille tijd" genoemd, een vooral evangelische benaming voor een specifieke vorm van meditatie.

## Andere betekenissen
Het begrip "Bijbelstudie" wordt ook gebruikt voor meer wetenschappelijke verhandelingen over een Bijbelpassage. Een andere gangbare betekenis is het groepsmatig bestuderen van een Bijbelpassage, meestal kerkelijk georganiseerd, als in: "Ik ga vanavond naar Bijbelstudie". Dergelijke Bijbelstudie in groepsverband wordt ook vaak 'Bijbelkring' genoemd.